# Snook's Arm
Snook's Arm is een spookdorp op het eiland Newfoundland in de Canadese provincie Newfoundland en Labrador. De laatste bewoners van de afgelegen outport vertrokken in 2018.

## Geschiedenis
De ineenstorting van de Noordwest-Atlantische kabeljauwbestanden en het daaropvolgende moratorium op de kabeljauwvisserij in 1992 zorgden ervoor dat het kleine, afgelegen vissersdorpje Snook's Arm zienderogen achteruitging. De plaats is daarenboven erg geïsoleerd, wat het leven er eveneens niet makkelijker op maakte. De bevolkingsomvang daalde van 54 inwoners in 1991 naar amper 10 inwoners in 2016 (-81,5% in 25 jaar tijd). 
In 2016 werden alle inwoners van het buurdorp Round Harbour hervestigd. Eind 2017 gingen ook de tien overgebleven inwoners van Snook's Arm, net als de provincieoverheid, akkoord met een hervestiging naar elders in de provincie. Ieder huishouden kreeg in ruil een wettelijk bepaalde som van 250.000 à 270.000 Canadese dollar. Op lange termijn betekende dit voor de overheid een enorme besparing aan onder meer wegenonderhoud en vooral aan sneeuwruimkosten. In 2018 waren de laatste inwoners definitief vertrokken.
Van 1982 tot aan de hervestiging had Snook's Arm een beperkte vorm van lokaal bestuur, daar de plaats een local service district was.

## Geografie
Snook's Arm bevindt zich aan de noordkust van het eiland Newfoundland. De plaats is gelegen in het oosten van het schiereiland Baie Verte aan de oevers van Notre Dame Bay.
Het verlaten dorpje is net als het 4 km oostelijker gelegen spookdorp Round Harbour bereikbaar via provinciale route 416. Beide plaatsjes zijn vanwege hun ligging aan een relatief goed berijdbare weg een van de voor toeristen makkelijkst bezoekbare spookdorpen op Newfoundland.
Bewoonde plaatsen in de relatieve nabijheid zijn onder meer Tilt Cove, Harbour Round en Brent's Cove.

## Demografische ontwikkeling
| Demografische ontwikkeling van Snook's Arm tussen 1991 en 2018 |
| -------------------------------------------------------------- |
|                                                                |
| Bron: Statistics Canada (1991–1996, 2001–2006, 2011–2016)      |